# 2787 Tovarishch
2787 Tovarishch је астероид главног астероидног појаса чија средња удаљеност од Сунца износи 3,021 астрономских јединица (АЈ).
Апсолутна магнитуда астероида је 11,3.